# Andorinhão-de-sobre-cinzento
Andorinhão-d'uropígio-cinzento ou andorinhão-de-sobre-cinzento (nome científico: Chaetura cinereiventris) é uma espécie de ave pertencente à família dos apodídeos. Esta espécie se reproduz em florestas montanhosas da Nicarágua ao sul do Peru, Brasil e norte da Argentina, Granada e Trinidad e Tobago.

## Subespécies
São reconhecidas sete subespécies:
- Chaetura cinereiventris phaeopygos (Hellmayr, 1906) - costa leste de Nicarágua até o Panamá.
- Chaetura cinereiventris occidentalis (von Berlepsch & Taczanowski, 1884) - oeste da Colômbia até o oeste do Equador e extremo noroeste do Peru.
- Chaetura cinereiventris schistacea (Todd, 1937) - leste da Colômbia até o oeste da Venezuela (Mérida e Táchira).
- Chaetura cinereiventris lawrencei (Ridgway, 1893) - Granada, Trinidad, Tobago, ilha Margarita e norte da Venezuela.
- Chaetura cinereiventris guianensis (Hartert, E, 1892) - tepuis do leste da Venezuela e oeste da Guiana.
- Chaetura cinereiventris sclateri (von Pelzeln, 1868) - sul da Colômbia até o sul da Venezuela, noroeste do Brasil, leste do Peru e noroeste da Bolívia.
- Chaetura cinereiventris cinereiventris (Sclater, 1862) - leste do Brasil até o Paraguai e nordeste da Argentina (Misiones).